# Strandkvik
Strandkvik eller Strand-kvik (Elytrigia juncea) er en 15 - 40 cm høj, flerårig urt i  græsfamilien  Strandkvik blomstrer i juni og juli. Den er almindelig i Danmark  og vokser ved sandede kyststrækninger som pionerplante i forklitten ud mod havet.